# Девятков, Сергей Александрович
Сергей Александрович Девятков (1970—1994) — старший лейтенант Вооружённых Сил Российской Федерации, погиб при исполнении служебных обязанностей во время Первой чеченской войны, кавалер ордена Мужества (посмертно).

## Биография
Родился 6 марта 1970 года. В начале 1990-х годов служил в Военно-воздушных силах Вооружённых Сил Российской Федерации, был бортовым техником в 325-м отдельном транспортно-боевом вертолётном полку (войсковая часть № 62978, с дислокацией в станице Егорлыкской Егорлыкского района Ростовской области).
С началом Первой чеченской войны экипаж вертолёта № 271 — командир подполковник Николай Александрович Лесков, штурман капитан Олег Юрьевич Шаплыгин и бортовой техник старший лейтенант Сергей Александрович Девятков — принимал активное участие в боевых действиях против вооружённых формирований сепаратистов.
14 декабря 1994 года при выполнении экипажем задачи по доставке сухих пайков военнослужащим 76-й воздушно-десантной дивизии их вертолёт был обстрелян из гранатомётов и стрелкового оружия в районе посёлка Новый Шарой Ачхой-Мартановского района Чеченской Республики. Из-за полученных повреждений лётчики были вынуждены совершить посадку на вражеской территории, в полутора километрах от линии соприкосновения федеральных сил и боевиков. Девятков получил тяжёлые ранения — ему оторвало левую ногу. Экипажи двух других вертолётов, находившихся в том же районе, бросили экипаж и улетели. В это время вертолёт был атакован боевиками. В неравном бою Шаплыгин был убит, а раненый Лесков добит сепаратистами.
Убийству Девяткова помешали присутствовавшие представители Международного Красного Креста и иностранные репортёры. На носилках он был доставлен в больницу Ачхой-Мартана, где ему была сделана операция по ампутации правой ноги до уровня верхней трети бедра. Через день он был перевезён в Грозный, где 20 декабря 1994 года умер от последствий тяжёлых ранений. Тело его было помещено в морг 1-й Грозненской городской больницы, которая стала эпицентром крупномасштабных боёв на рубеже 1994—1995 годов. В ходе них морг сгорел вместе с находившимися в нём телами.
Похоронен на Широкореченском кладбище города Екатеринбурга.
Указом Президента Российской Федерации Сергей Александрович Девятков посмертно был удостоен ордена Мужества.

## Память
- В честь Девяткова названа улица в станице Егорлыкской[3].